# Muriel Drazien
Muriel Drazen (New York, 7 settembre 1938 – Roma, 14 aprile 2018) è stata una psicoanalista francese.
Ha portato nella cultura psicoanalitica italiana l’insegnamento di Jacques Lacan.

## Biografia
Nata a New York da una famiglia di origine ashkenazita proveniente dalla mitteleuropa, ha studiato e si è laureata giovanissima alla Columbia University.
Arrivata in Francia con una borsa Fullbright,  si laurea in medicina a Parigi. 
Deve la sua formazione psicoanalitica a Jacques Lacan di cui è stata allieva diretta. Ha lavorato con Françoise Dolto, Maud Mannoni, Moustapha Safouan e molti altri esponenti francesi nelle strutture pubbliche e nella pratica privata. 
Ha partecipato fin dalla sua fondazione ai lavori dell’ École freudienne de Paris .
Trasferitasi a Roma nel 1974 ha portato nella cultura psicoanalitica italiana l’insegnamento di Jacques Lacan. Muriel Drazien e gli psicoanalisti lacaniani, diventano nel tempo un punto di riferimento culturale sulla stampa italiana .
Nel 1983, ha fondato l’Associazione Psicoanalitica Cosa Freudiana dopo la morte di Lacan e la dissoluzione della sua Scuola. 
In seguito, nel 2001, ha istituito con il MIUR il Laboratorio Freudiano per la formazione degli psicoterapeuti di cui è stata direttore e docente. 
Membro dell’ALI (Association Lacanienne Internationale) ha svolto la sua attività clinica fra Roma e Parigi.

## Opere
- Linguaggio del desiderio e interpretazione in Interpretazione e desiderio di interpretazione, Università di Roma, La Sapienza, 2001.
- Il ritorno, in Psicanalisi e Cultura oggi, Mazara del Vallo, 2001.
- Existe-t-il une perversion féminine? in Le cas de la Jeune homosexuelle vu par Freud, Lacan…et quelques autres, Editions de l’Association Freudienne Internationale, Paris, 2002.
- Duce, tu n’es plus mon père, in La Célibataire, Revue Lacanienne de Paris, EDK, Paris 2003.
- Dizionario di psicanalisi, Roland Chemama e Bernard Vandermersch, a cura di C. Albarello e M. Drazien, Gremese, Roma, 2004. ISBN 8884401704
- La psychothérapie en Italie, 2005, in Versione online
- Nora calzava a Jim come un guanto. Escursione intorno al desiderio maschile e femminile, in Desiderio di uomo e desiderio di donna, a cura di M. Fiumanò, Roma, Carocci. ISBN 9788843043156
- Coppie. Una storia psicanalitica: il nodo di Lacan, Carocci, ISBN 9788843040544
- «Insomma, o l’una o l’altra», in Reset, numero 108, Roma, 2008.
- Le Sinthome, in Revue Lacanienne de Paris, La Célibataire, EDK, Sèvres, 2009.
- La macchia di Venere in Donna allo specchio, Skira, Ginevra-Milano, 2010.
- Joyce. L'amour entre symptôme et sinthome, in Dante Alighieri. Les effets inattendus de l'amour de la langue, La Célibataire, 21.
- Lo sguardo del mondo L'Osservatore Romano, 18 dicembre 2010. Versione online
- L’amore di transfert. La formazione di un’analiste, in Le mie sere con Lacan (Scilicet. Studi di psicanalisi in Italia), ed. C. Fanelli-J. Jerkov, Roma, Editori Internazionali Riuniti, ISBN 978-99-559-9088-8.
- Joyce et l’élangues,  in Une journée entière avec James Joyce, La Célibataire, 27.
- Lacan lettore di Joyce, Portaparole, ISBN 978-8897539612
- Le crime de Rina Forte, in Il sapere che viene dai folli, a cura di N. Dissez, C. Fanelli, Roma, Derive Approdi. ISBN 9788865481837.